# 变异黄耆
变异黄耆（学名：Astragalus variabilis）是豆科黄芪属的植物。其种加词“variabilis”意为“变化的”。分布在蒙古以及中国大陆的内蒙古、宁夏、甘肃、青海等地，生长于海拔1,800米至2,900米的地区，常生长在荒漠地区的干涸河床砂质冲积土上，目前尚未由人工引种栽培。

## 异名
- Astragalus dulanensis Y.H.Wu
- Astragalus loczyi Kanitz
- Astragalus variabilis Bunge
- Tragacantha variabilis (Bunge ex Maxim.) Kuntze